# Zone Trooper
Zone Trooper è un videogioco pubblicato nel 1988-1989 per Amstrad CPC, Commodore 64 e ZX Spectrum dalla Gamebusters, etichetta a basso costo legata all'editrice Cascade Games di Harrogate. È uno sparatutto e avventura dinamica dove il protagonista esplora un pianeta ostile seduto su un piccolo veicolo fluttuante.
Zone Trooper ricevette quasi sempre recensioni molto negative dalla stampa europea.

## Trama
Un'astronave è caduta accidentalmente su un pianeta sconosciuto. L'unico membro dell'equipaggio a essere uscito dall'animazione sospesa deve avventurarsi nei dintorni e in un vicino complesso sotterraneo per trovare le capsule di plasma di ricambio necessarie a rimettere in funzione l'astronave.

## Modalità di gioco
Il gioco si svolge in un intricato scenario multischermo con visuale bidimensionale di lato. Si inizia all'esterno dell'astronave atterrata e si devono esplorare la superficie del pianeta e i sotterranei, che appaiono come un misto di futuristico e di antico. Inizialmente il giocatore controlla il personaggio seduto su una piccola piattaforma volante, che può muoversi in tutte le direzioni, ma tende a cadere verso il basso quando non viene data la spinta in alto. Il personaggio ha un'arma che spara raggi in orizzontale con munizioni limitate. Si può raccogliere e trasportare un oggetto alla volta, incluso il caricatore di munizioni, per cui quando si deve trasportare qualcos'altro si è disarmati. L'obiettivo finale è portare 6 capsule di plasma all'astronave.
I nemici sono diversi tipi di robot volanti che richiedono un buon numero di colpi per essere distrutti, e comunque ricompaiono rapidamente. Sono dannosi se toccati, inoltre alcuni possono sparare. È dannoso anche toccare alcuni elementi dello scenario, come l'acqua, mentre le altre strutture fanno solo da ostacoli innocui. Ci sono tre indicatori percentuali per l'energia vitale, la riserva d'aria e l'energia del motore. Esaurire l'energia vitale o l'aria porta al game over. L'energia del motore si consuma con gli spostamenti del veicolo, ma si autoricarica stando a riposo.
Le varie schermate sono comunicanti attraverso i bordi o attraverso porte, inoltre si possono trovare dei teletrasporti.
Alcune schermate dei sotterranei sono degli airlock, attraverso i quali si può accedere a zone dove il personaggio abbandona la navicella e si muove a piedi. Il gioco diventa a piattaforme, si può saltare e usare ascensori. In queste zone non c'è il problema della riserva d'aria, che viene completamente ricaricata.
Alla propria astronave e in altri punti del complesso si può accedere a INFONET, un sistema di terminali di computer che danno informazioni testuali d'aiuto. Il manuale cartaceo del gioco è altrimenti estremamente ridotto.

## Sviluppo
Russell Kay e David Jones, prima di diventare due dei primi componenti della DMA Design, si conobbero in un club di computer di Dundee intorno al 1984 e finirono per lavorare insieme allo sviluppo di un videogioco chiamato Moonshadow. In seguito Jones lasciò quel progetto per dedicarsi all'Amiga e Kay lo portò avanti, mentre il titolo fu cambiato in Zone Trooper. Kay riuscì a completare dopo molto più tempo del previsto le versioni ZX Spectrum e Amstrad CPC, convertite da Commodore 64. Solo la programmazione della versione Spectrum però è accreditata a Russell Kay.
Esiste una versione parzialmente differente del gioco per Commodore 64 intitolata Moonshadow, attribuita alla Ocean Software nella schermata introduttiva, ma non risulta essere mai stata pubblicata commercialmente. Si tratta forse di una versione preliminare di Zone Trooper, poi divulgata non ufficialmente.